# Mount Arrowsmith (Vancouver Island Ranges)
Der Mount Arrowsmith ist ein Berg in der kanadischen Provinz British Columbia.
Der in den Vancouver Island Ranges gelegene Berg liegt rund 15 km östlich von Port Alberni auf Vancouver Island. Um den Berg herum liegt der rund 1.300 Hektar große Mount Arrowsmith Massif Regional Park, der im November 2008 gegründet wurde und an den nördlich der bereits 1972 gegründete, 607 Hektar große Mount Arrowsmith Regional Park (früher Mount Arrowsmith Regional Ski Park) angrenzt. Ebenfalls bildet der Berg die Kernregion eines rund 1.200 Quadratkilometer großen UNESCO-Biosphärenreservates, welches neben den rund 800 Quadratkilometern Land auch noch 400 Quadratkilometer Küste an der Straße von Georgia umfasst.
In der Sprache der Küsten-Salish heißt der Berg Kulth-ka-choolth, was sinngemäß mit gezacktes Gesicht übersetzt werden kann.

## Geschichte
Der Berg entstand wahrscheinlich zum Ende des Trias.
In der "weißen" Geschichtsschreibung beginnt die Geschichte des Mount Arrowsmith mit seiner Benennung im Jahr 1853 durch den engl. Marineoffizier George Henry Richards. Namensgeber für den Berg sind die englischen Kartografen Aaron Arrowsmith und sein Neffe John Arrowsmith.
Die erste beschriebene Besteigung erfolgte im Jahr 1887 durch den englischen Botaniker John Macoun und drei Begleiter.

## Flora und Fauna
Die Flora und Fauna ist der alpinen Tundra gemäß. Entsprechend dem an der kanadischen Westküste vorherrschenden Klima, sind die Sommer gemäßigt, die Winter sehr mild aber schneereich. Daher ist der Berg nahezu dauerhaft von Schnee bedeckt.
Der Baumwuchs in den niederen Lagen ist entsprechend der Coastal Douglas-fir Zone in welcher der Berg liegt. Neben den dort typischen Douglasien und Küsten-Tanne dominieren in höheren Lagen Purpur-Tannen und Berg-Hemlocktanne. In einer Höhe von rund 1.300 Meter findet sich ein schmaler, baumloser Abschnitt.
Der Park beherbergt eine große Population von Steinadlern. Auch Schwarzbären und Pumas leben im Gebiet sowie Maultierhirsch und Wapiti. Weiterhin gab es hier Populationen des bedrohten Vancouver-Murmeltiers. Es finden sich auch drei Unterarten der Strumpfbandnatter. Ebenfalls beherbergt das Gebiet zahllose Vogelarten, zum Beispiel das Weißschwanz-Schneehuhn, den Diademhäher, den Meisenhäher und die Wanderdrossel.